# Агапитов, Максим Октябринович
Максим Октябринович Агапитов (род. 13 мая 1970) — российский тяжелоатлет, выступавший в весовой категории до 91 кг и 94 кг. Чемпион мира 1997. Заслуженный мастер спорта (1998). Президент Федерации тяжёлой атлетики России. Член исполкома Европейской федерации тяжелой атлетики (EWF). Член исполкома Всероссийской ассоциации летних олимпийских видов спорта.

## Карьера
Начинал заниматься тяжелой атлетикой под руководством своего отца, Октябрина Васильевича Агапитова в городе Учалы, республики Башкортостан, затем продолжил после переезда, в г. Златоуст-36(ныне Трехгорный, Челябинская обл.)
Выступал за СК «Подшипник». Тренер — заслуженный тренер России Г. В. Аниканов. Чемпион России по тяжёлой атлетике (1993 (в весовой категории до 90 кг.) и 1997 (в весовой категории до 91 кг.)), серебряный призёр чемпионатов России (1992 и 1995). Обладатель Кубков России (1995, 1997).
Наибольшего международного успеха достиг в 1997 году, когда победил чемпионате мира в Чиангмае в весовой категории до 91 кг. Позже перешел в весовую категорию до 94 кг, но успехов не добился. В 2000 году Максим Агапитов завершил карьеру спортсмена.
В 1993 году закончил МЭИ по специальности «инженер-теплоэнергетик». В 2000 году — МГАФГ (тренер силовых видов спорта). В 2003—2008 годах тренер национальной сборной.
- с 2010 года — член Исполнительного комитета Федерации тяжёлой атлетики России (ФТАР);
- с 2014 по 2016 год — Вице-Президент ФТАР;
- с 22 ноября 2016 года — Президент ФТАР;
- с 30 мая 2017 года — член исполкома IWF.

## Спортивные результаты
| Год  | Соревнование     | Место проведения | Весовая категория | Рывок    | Толчок   | Сумма двоеборья | Место |
| 1997 | Чемпионат Европы | Риека            | до 91 кг          | 175 кг   | 205 кг   | 380 кг          | 4     |
| 1997 | Чемпионат мира   | Чиангмай         | до 91 кг          | 175 кг   | 205 кг   | 380 кг          | 1     |
| 1999 | Чемпионат Европы | Ла-Корунья       | до 94 кг          | —        | —        | —               | DNF   |
| 1999 | Чемпионат мира   | Афины            | до 94 кг          | 167,5 кг | 202,5 кг | 370 кг          | 19    |